# Comuna Levcenkove, Drabiv
Levcenkove (în ucraineană Левченкове) este o comună în raionul Drabiv, regiunea Cerkasî, Ucraina, formată din satele Levcenkove (reședința) și Topoli.

## Demografie
Componența lingvistică a comunei Levcenkove
     Ucraineană (99,5%)
     Alte limbi (0,37%)
Conform recensământului din 2001, majoritatea populației comunei Levcenkove era vorbitoare de ucraineană (99,5%), existând în minoritate și vorbitori de alte limbi.